# SMAP (Band)
SMAP (Sports Music Assemble People) war eine japanische Boygroup, die dem Genre J-Pop zugeordnet wird und zu Johnny & Associates gehörte.

## Allgemeines
Bestehend aus Masahiro Nakai (中居正広), Takuya Kimura (木村拓哉), Tsuyoshi Kusanagi (草彅剛), Gorō Inagaki (稲垣吾郎) und Shingo Katori (香取慎吾) (bis 1996 zusammen mit Katsuyuki Mori (森且行)) wurde SMAP von dem japanischen Produzenten Johnny Kitagawa als Ersatz der Gruppe Hikaru Genji gegründet.
Es wurden zwölf Mitglieder gecastet, von denen die oben genannten sechs letztendlich in die Gruppe zugelassen wurden. Zuerst sollten sie als Musikgruppe auf Rollerskates auftreten. Da diese aber zum Gründungszeitpunkt in Japan schon wieder aus der Mode waren, entschied man sich für Skateboards. Somit trat die Gruppe in ihren Videos mit Skateboards auf. Es entstand sogar eine Fernsehserie über eine Gruppe von sechs Skateboardern (SMAP).
Sie haben 21 Alben und 56 Singles veröffentlicht, von denen 3 (Raion Hāto らいおんハート, Yozora no mukou 夜空ノムコウ Sekai ni hitotsu dake no hana 世界に一つだけの花) mehr als eine Million Mal verkauft wurden.
Die Musik macht nur einen Teil der Bekanntheit von SMAP aus. Alle Bandmitglieder haben in zahlreichen Fernsehserien und Spielfilmen gespielt. Sie treten als Gäste oder Moderatoren in Unterhaltungsshows auf und sind in der Werbung allgegenwärtig.
Nakai wurde vom nationalen Steueramt im Jahr 2003 als größter Steuerzahler aller japanischen Showgrößen geführt. Dies lässt auf die Popularität und den Erfolg von SMAP schließen. In SMAPs eigener Fernsehshow „SMAP X SMAP“ (auf Fuji TV) sind Shinzō Abe (noch vor seiner Wahl zum Ministerpräsidenten im September 2006) und Shizuka Arakawa (olympische Goldmedaillengewinnerin im Eiskunstlauf 2006) sowie internationale Stars, wie Michael Jackson, Richard Gere bis hin zu Madonna als Gäste aufgetreten.
2010 sollten SMAP für eine gemeinsame Auslandsperformance das erste Mal gemeinsam außerhalb Japans auftreten, um im Rahmen der Shanghai EXPO als Vertreter für Japan anwesend zu sein.
Nachdem die Auslandsperformance überraschend abgesagt wurde, wurden für den 9. und 10. Oktober neue Termine in Shanghai geplant.
Anfang 2016 wurden erstmals Trennungsgerüchte laut, im Sommer wurde dann offiziell bekannt gegeben, dass sich die Band zum 31. Dezember 2016 auflöst.

## Mitglieder

### Masahiro Nakai
Nakai ist der inoffizielle Anführer der Gruppe, wohl auch weil er der Älteste ist. Seine Fähigkeiten liegen nicht so sehr im gesanglichen Bereich, vielmehr ist er oft in der Rolle des Sprechers der Band bzw. in der des Moderators zu sehen. Nakai ist ein großer Fan der Giants, einer Baseball-Mannschaft und muss jedes Spiel verfolgen. Seine Verwandlungskünste kennen kaum Grenzen, so sieht man ihn oft in Frauenkleidern oder in der von berühmten japanischen Prominenten (unter anderem Piko-san, einem japanischen Moderator). Es ist auch bekannt, dass er sehr gerne Kimchi isst. Anfang 2025 gab Nakai seinen Rücktritt aus der Unterhaltungsindustrie bekannt. Der Grund sind Vorwürfe sexueller Übergriffe auf eine Mitarbeiterin.

### Kimura Takuya
Kimura (Spitzname der Presse und einiger Fans: „Kimutaku“ – er selbst hasst diese Bezeichnung) ist mittlerweile ein bekannter Schauspieler in Japan. Er spielte in diversen Dorama mit (unter anderem Good Luck, Beautiful Life, Long Vacation, Hero, Engine, Pride usw.). Außerdem wurde er mehrmals als „Erotischster Mann Japans und Taiwans“ gewählt, gewinnt zudem auch oft Umfragen und Auszeichnungen (zum Beispiel die des bestaussehenden japanischen Celebrity in Jeans oder als meistgewünschter Vater). Kimura ist verheiratet mit Shizuka Kudō (Idol und Sängerin) und Vater zweier Kinder. Er zählt zu den besten Sängern von SMAP und liebt es, auf seiner Gitarre zu spielen. Er ist außerdem als Hummer-Besitzer bekannt, der, so oft es geht, seine Kinder von der Schule abholt. Kimura ist wahrscheinlich, was Werbeeinnahmen betrifft, das bestbezahlte Mitglied. Die Filme, in denen er mitgewirkt hat, genießen auch international Anerkennung (zum Beispiel Wong Kar Wais 2046). Auch sprach er die Stimme des Haru im Anime Das wandelnde Schloss von Miyazaki Hayao. Kimura lebt zurzeit in den USA.

### Katori Shingo
Katori wurde als das „Baby“ von SMAP bezeichnet, da er am Anfang von SMAP das jüngste Mitglied war, jedoch gleichzeitig der Größte von allen Mitgliedern ist. Seine Rolle ist meist die des Clowns und Komikers, seine Wandelbarkeit kennt dabei keine Grenzen. Zusammen mit Kimutaku gilt er als der beste Sänger der Gruppe. Laut Madonna (die Gast in der SMAP TV-Sendung SMAPxSMAP war) hat Katori in einem ihrer Musikvideos mitgewirkt. Katori ist bekannt für seinen ausgefallenen Kleidungsstil, für den er unter anderem Kleidern des japanischen Modelabels „A Bathing Ape“ verwendet. Katoris Verwandlungen sind am bekanntesten von allen Mitgliedern, zum Beispiel als Shingo Mama (bekam damit eigene Fernsehshow und Album) und Kazuken (ein Enka-Sänger). Er gilt als der Paradiesvogel der Gruppe und trägt blond gefärbte Haare, auch moderiert er eine Fernsehsendung (SmaStation), die versucht, den Japanern das Englisch ein wenig näherzubringen, auch wenn seine eigenen Englischkenntnisse nicht überragend sind. Am 31. Mai 2010 nimmt er das erste Mal an der Variety Show „Moshimono Simulation Variety Otameshika“ teil, in der es darum geht, sämtliche Top 10 Gerichte einer Karaoke Bar zu essen.

### Inagaki Goro
Inagaki ist ein eher unauffälliges Mitglied der Gruppe. Auch eine Verhaftung wegen Fahrerflucht vor einigen Jahren konnte daran nichts ändern. Inagaki parkte unerlaubt in einem Vergnügungsviertel in Tokyo und bemerkte eine Politesse, beim Wegfahren verletzte er diese leicht am Knie. Für ihn endete diese Aktion mit einem kurzen Aufenthalt im Gefängnis, Goros Werbeverträge und Serien wurden abgesetzt und die Sendung SMAPxSMAP erreichte ein Quoten-Rekordtief. Mit „Goro’s Bar“ hat er eine eigene Unterhaltungsshow. Goro ist ein großer Fan der Comedy und als Liebhaber seltener Autos sowie teurer Weine aus Europa bekannt (unter anderem befindet sich ein roter Maserati in seinem Besitz). Inagaki ist ohne Frage ein sehr guter Sänger, bei Konzerten zeigt sich jedoch oft erst sein gesamtes Potential als Entertainer.

### Kusanagi Tsuyoshi
Kusanagi gilt als das zurückhaltendste und sensibelste Mitglied von SMAP, ist jedoch als hervorragender Tänzer und Akrobat bekannt (bei der DRINK SMAP Tour eröffnete er unter anderem mit akrobatischen Einlagen wie Salti und Überschlägen), zudem spricht er fließend koreanisch, was ihm eine CD-Veröffentlichung in Südkorea eingebracht hat (unter dem Namen Chonan Gang (초난강)), dessen Kultur er studiert und näher kennenlernen will. Tsuyoshi erkennt man oft daran, dass er in den Sendungen am wenigsten redet und daher oft das Schlusswort erhält, trotzdem ist er als Sänger der Gruppe unverzichtbar und wird oft in Kombination mit Kimura bei Gesangsparts eingesetzt (unter anderem bei „Dynamite“). Tsuyoshi hat auch zahlreiche Auftritte in Doramas (zum Beispiel Star no Koi und Food Fight), eines seiner größten Filmprojekte ist Nihon Chinbotsu („Der Untergang Japans“) mit Shibasaki Kō. Im April 2009 wurde er festgenommen, da er angeblich nackt und betrunken durch einen Tokioter Park gelaufen sei. Einem Bericht des Fernsehsenders NHK zufolge rief Tsuyoshi Kusanagi den Polizisten, die ihn am frühen Donnerstagmorgen nahe dem Ausgehbezirk Roppongi aufgriffen, zu: „Was ist falsch daran, nackt zu sein?“ Kusanagi soll den Polizisten zunächst Widerstand geleistet haben.

## Diskografie

### Alben
| Jahr | Titel                                    | Höchstplatzierung, Gesamtwochen, AuszeichnungChartsChartplatzierungen (Jahr, Titel, Platzierungen, Wochen, Auszeichnungen, Anmerkungen) | Anmerkungen                                                                       |
| Jahr | Titel                                    | JP | Anmerkungen                                                                       |
| ---- | ---------------------------------------- | --- | --------------------------------------------------------------------------------- |
| 1992 | SMAP 001                                 | JP14 (9 Wo.)JP | Erstveröffentlichung: 1. Januar 1992 Verkäufe JP: + 81.000                        |
| 1992 | SMAP 002                                 | JP6 (6 Wo.)JP | Erstveröffentlichung: 26. August 1992 Verkäufe JP: + 84.000                       |
| 1993 | SMAP 003                                 | JP11 (10 Wo.)JP | Erstveröffentlichung: 1. Januar 1993 Verkäufe JP: + 121.000                       |
| 1993 | SMAP 004                                 | JP3 (8 Wo.)JP | Erstveröffentlichung: 7. Juli 1993 Verkäufe JP: + 134.000                         |
| 1994 | SMAP 005 ~Gyoukai Jigoku Ichido wa Oide~ | JP2 (13 Wo.)JP | Erstveröffentlichung: 2. Februar 1994 Verkäufe JP: + 250.000                      |
| 1994 | SMAP 006 ~Sexy Six~                      | JP2 Gold · (12 Wo.)JP | Erstveröffentlichung: 7. Juli 1994 Verkäufe JP: + 254.000                         |
| 1995 | SMAP Cool                                | JP1 Platin · (23 Wo.)JP | Erstveröffentlichung: 1. Januar 1995 Verkäufe JP: + 685.000 Kompilation           |
| 1995 | SMAP 007 ~Gold Singer~                   | JP1 Platin · (14 Wo.)JP | Erstveröffentlichung: 7. Juli 1995 Verkäufe JP: + 540.000                         |
| 1995 | SMAP Boo                                 | JP5 Gold · (15 Wo.)JP | Erstveröffentlichung: 22. November 1995 Verkäufe JP: + 337.000 Remixalbum         |
| 1996 | SMAP 008 ~Tacomax~                       | JP2 Platin · (16 Wo.)JP | Erstveröffentlichung: 3. März 1996 Verkäufe JP: + 558.000                         |
| 1996 | SMAP 009                                 | JP1 Platin · (9 Wo.)JP | Erstveröffentlichung: 12. August 1996 Verkäufe JP: + 372.000                      |
| 1997 | SMAP Wool                                | JP2 Platin · (12 Wo.)JP | Erstveröffentlichung: 26. März 1997 Verkäufe JP: + 628.000 2CD-Kompilation        |
| 1997 | SMAP 011 ~Su~                            | JP3 Platin · (23 Wo.)JP | Erstveröffentlichung: 6. August 1997 Verkäufe JP: + 484.000                       |
| 1998 | SMAP 012 ~Viva Amigos~                   | JP1 Platin · (12 Wo.)JP | Erstveröffentlichung: 18. Juni 1998 Verkäufe JP: + 423.000                        |
| 1998 | SMAP Le festa                            | JP2 Gold · (7 Wo.)JP | Erstveröffentlichung: 26. August 1998 Verkäufe JP: + 237.000 EP                   |
| 1999 | SMAP 013 ~Birdman~                       | JP2 Gold · (8 Wo.)JP | Erstveröffentlichung: 14. Juli 1999 Verkäufe JP: + 297.000                        |
| 2000 | SMAP 014 ~S map~                         | JP2 Platin · (13 Wo.)JP | Erstveröffentlichung: 14. Oktober 2000 Verkäufe JP: + 391.000                     |
| 2001 | SMAP Vest                                | JP1 ×4Vierfachplatin · (153 Wo.)JP | Erstveröffentlichung: 23. März 2001 Verkäufe JP: + 1.810.000 2CD-Kompilation      |
| 2001 | Pams (ウラスマ) Urasuma                  | JP1 Platin · (20 Wo.)JP | Erstveröffentlichung: 8. August 2001 Verkäufe JP: + 346.000 Kompilation           |
| 2002 | SMAP 015 ~Drink! Smap!~                  | JP2 Platin · (63 Wo.)JP | Erstveröffentlichung: 24. Juli 2002 Verkäufe JP: + 621.000                        |
| 2003 | SMAP 016 ~MIJ~                           | JP1 ×2Doppelplatin · (32 Wo.)JP | Erstveröffentlichung: 25. Juni 2003 Verkäufe JP: + 469.000 2CD-Album              |
| 2005 | Sample Bang!                             | JP1 ×2Doppelplatin · (12 Wo.)JP | Erstveröffentlichung: 27. Juli 2005 Verkäufe JP: + 500.000 3CD-Album              |
| 2006 | Pop Up! SMAP                             | JP1 Platin · (15 Wo.)JP | Erstveröffentlichung: 26. Juli 2006 Verkäufe JP: + 438.000 2CD-Album              |
| 2008 | Super Modern Artistic Performance        | JP1 Platin · (15 Wo.)JP | Erstveröffentlichung: 24. September 2008 Verkäufe JP: + 263.000 2CD-Album         |
| 2010 | We are SMAP!                             | JP1 Platin · (13 Wo.)JP | Erstveröffentlichung: 21. Juli 2010 Verkäufe JP: + 268.000 2CD-Album              |
| 2011 | SMAP Aid                                 | JP1 Platin · (24 Wo.)JP | Erstveröffentlichung: 17. August 2011 Verkäufe JP: + 420.000 Kompilation          |
| 2012 | Gift of SMAP                             | JP1 Platin · (26 Wo.)JP | Erstveröffentlichung: 8. August 2012 Verkäufe JP: + 281.000 2CD, 2CD+DVD-Album    |
| 2014 | Mr.S                                     | JP1 Platin · (29 Wo.)JP | Erstveröffentlichung: 3. September 2014 Verkäufe JP: + 250.000 2CD, 2CD+DVD-Album |
| 2016 | SMAP − 25 Years                          | JP1 Diamant · (83 Wo.)JP | Erstveröffentlichung: 21. Dezember 2016 Verkäufe JP: + 1.007.000 Kompilation      |

### Singles
| Jahr | Titel Album                                                                                  | Höchstplatzierung, Gesamtwochen, AuszeichnungChartsChartplatzierungen (Jahr, Titel, Album, Platzierungen, Wochen, Auszeichnungen, Anmerkungen) | Anmerkungen                                                     |
| Jahr | Titel Album                                                                                  | JP | Anmerkungen                                                     |
| ---- | -------------------------------------------------------------------------------------------- | --- | --------------------------------------------------------------- |
| 1991 | Can’t Stop !! -Loving- SMAP 001                                                              | JP2 Gold · (9 Wo.)JP | Erstveröffentlichung: 9. September 1991 Verkäufe JP: + 150.000  |
| 1991 | Seigi no mikata wa ateninaranai (正義の味方はあてにならない) –                               | JP10 (7 Wo.)JP | Erstveröffentlichung: 6. Dezember 1991 Verkäufe JP: + 129.000   |
| 1992 | Kokoro no kagami (心の鏡) SMAP 002                                                           | JP3 (7 Wo.)JP | Erstveröffentlichung: 18. März 1992 Verkäufe JP: + 128.000      |
| 1992 | Makeru na Baby! ~Never give up (負けるなBaby!~Never give up) SMAP 003                        | JP5 (10 Wo.)JP | Erstveröffentlichung: 8. Juli 1992 Verkäufe JP: + 95.000        |
| 1992 | Egao no Genki (笑顔のゲンキ) SMAP 004                                                        | JP8 (10 Wo.)JP | Erstveröffentlichung: 11. November 1992 Verkäufe JP: + 120.000  |
| 1992 | Yuki ga futtekita (雪が降ってきた) SMAP 004                                                  | JP7 (11 Wo.)JP | Erstveröffentlichung: 12. Dezember 1992 Verkäufe JP: + 191.000  |
| 1993 | Zutto wasurenai (ずっと忘れない) SMAP 004                                                    | JP7 (7 Wo.)JP | Erstveröffentlichung: 23. März 1993 Verkäufe JP: + 217.000      |
| 1993 | Hajimete no natsu (はじめての夏) Cool                                                        | JP7 (7 Wo.)JP | Erstveröffentlichung: 6. Juni 1993 Verkäufe JP: + 168.000       |
| 1993 | Kimi wa Kimi Dayo (君は君だよ) Cool                                                          | JP7 (7 Wo.)JP | Erstveröffentlichung: 9. September 1993 Verkäufe JP: + 154.000  |
| 1993 | $10 SMAP 005                                                                                 | JP5 Gold · (15 Wo.)JP | Erstveröffentlichung: 11. November 1993 Verkäufe JP: + 317.000  |
| 1994 | Kimi Iro Omoi (君色思い) SMAP 005                                                            | JP5 Gold · (9 Wo.)JP | Erstveröffentlichung: 1. Januar 1994 Verkäufe JP: + 259.000     |
| 1994 | Hey Hey Ooki ni maido ari (Hey Hey おおきに毎度あり) SMAP 006: Sexy Six                      | JP1 Gold · (12 Wo.)JP | Erstveröffentlichung: 12. März 1994 Verkäufe JP: + 401.000      |
| 1994 | Orijinaru Sumairu (オリジナル スマイル) SMAP 006: Sexy Six                                   | JP2 Gold · (13 Wo.)JP | Erstveröffentlichung: 6. Juni 1994 Verkäufe JP: + 407.000       |
| 1994 | Ganbarimashou (がんばりましょう) Cool                                                        | JP1 Platin · (25 Wo.)JP | Erstveröffentlichung: 9. September 1994 Verkäufe JP: + 720.000  |
| 1994 | Tabun Oorai (たぶんオーライ) SMAP 007: Gold Singer                                           | JP1 Platin · (10 Wo.)JP | Erstveröffentlichung: 21. Dezember 1994 Verkäufe JP: + 636.000  |
| 1995 | Kansha Shite (Kansha して) SMAP 007: Gold Singer                                             | JP1 Platin · (11 Wo.)JP | Erstveröffentlichung: 3. März 1995 Verkäufe JP: + 578.000       |
| 1995 | Shiyou yo (しようよ) SMAP 007: Gold Singer                                                   | JP1 Platin · (11 Wo.)JP | Erstveröffentlichung: 6. Juni 1995 Verkäufe JP: + 613.000       |
| 1995 | Donna Ii Koto (どんないいこと) SMAP 008 Tacomax                                              | JP1 Platin · (10 Wo.)JP | Erstveröffentlichung: 9. September 1995 Verkäufe JP: + 538.000  |
| 1995 | Oretachi ni asu wa aru (俺たちに明日はある) SMAP 008 Tacomax                                 | JP1 Platin · (15 Wo.)JP | Erstveröffentlichung: 11. November 1995 Verkäufe JP: + 785.000  |
| 1996 | Munasawagi wo tanomu yo (胸さわぎを頼むよ) SMAP 008 Tacomax                                  | JP2 Platin · (10 Wo.)JP | Erstveröffentlichung: 2. Februar 1996 Verkäufe JP: + 500.000    |
| 1996 | Hadaka no ousama~Shibutoku Tsuyoku~ (はだかの王様～シブトク つよく~) SMAP 009                | JP2 Platin · (11 Wo.)JP | Erstveröffentlichung: 5. Mai 1996 Verkäufe JP: + 626.000        |
| 1996 | Aoi inazuma (青いイナズマ) Wool                                                              | JP1 Platin · (20 Wo.)JP | Erstveröffentlichung: 15. Juli 1996 Verkäufe JP: + 814.000      |
| 1996 | Shake Wool                                                                                   | JP1 ×2Doppelplatin · (21 Wo.)JP | Erstveröffentlichung: 18. November 1996 Verkäufe JP: + 876.000  |
| 1997 | Dainamaito (ダイナマイト) SMAP 011 Su                                                        | JP3 ×2Doppelplatin · (13 Wo.)JP | Erstveröffentlichung: 26. Februar 1997 Verkäufe JP: + 731.000   |
| 1997 | Serori (セロリ) SMAP 011 Su                                                                  | JP2 Platin · (15 Wo.)JP | Erstveröffentlichung: 14. Mai 1997 Verkäufe JP: + 732.000       |
| 1997 | Peace! SMAP 012 Viva Amigos!                                                                 | JP2 Platin · (13 Wo.)JP | Erstveröffentlichung: 26. September 1997 Verkäufe JP: + 365.000 |
| 1998 | Yozora no Mukō (夜空ノムコウ) SMAP 012 Viva Amigos!                                          | JP1 ×4Vierfachplatin · (33 Wo.)JP | Erstveröffentlichung: 14. Januar 1998 Verkäufe JP: + 1.621.000  |
| 1998 | Taisetsu (たいせつ) SMAP 012 Viva Amigos!                                                    | JP4 Platin · (10 Wo.)JP | Erstveröffentlichung: 8. Mai 1998 Verkäufe JP: + 412.000        |
| 1999 | Asahi wo mi ni ikou yo (朝日を見に行こうよ) Birdman: SMAP 013                                | JP3 Platin · (12 Wo.)JP | Erstveröffentlichung: 27. Januar 1999 Verkäufe JP: + 383.000    |
| 1999 | Fly Birdman: SMAP 013                                                                        | JP2 Platin · (11 Wo.)JP | Erstveröffentlichung: 23. Juni 1999 Verkäufe JP: + 360.000      |
| 2000 | Let It Be S map SMAP 014                                                                     | JP4 Gold · (7 Wo.)JP | Erstveröffentlichung: 9. Februar 2000 Verkäufe JP: + 307.000    |
| 2000 | Raion Hāto (Lion Heart) (らいおんハート) S map SMAP 014                                      | JP1 ×3Dreifachplatin · (45 Wo.)JP | Erstveröffentlichung: 30. August 2000 Verkäufe JP: + 1.565.000  |
| 2001 | Smac –                                                                                       | JP3 Gold · (8 Wo.)JP | Erstveröffentlichung: 28. Juli 2001 Verkäufe JP: + 225.000      |
| 2002 | Freebird SMAP 015 ~Drink! Smap!~                                                             | JP1 Platin · (15 Wo.)JP | Erstveröffentlichung: 15. Mai 2002 Verkäufe JP: + 309.000       |
| 2003 | Sekai ni hitotsu dake no hana (世界に一つだけの花) SMAP 015 ~Drink! Smap!~                   | JP1 ×3Dreifachdiamant + Platin (Download) · (325 Wo.)JP                                                                                        | Erstveröffentlichung: 5. März 2003 Verkäufe JP: + 3.250.000     |
| 2005 | Tomodachi e ~Say What You Will~ (友だちへ~Say What You Will~) Sample Bang!                   | JP1 Platin · (16 Wo.)JP | Erstveröffentlichung: 19. Januar 2005 Verkäufe JP: + 365.000    |
| 2005 | Bang! Bang! Bakansu! (Bang! Bang! バカンス!) –                                               | JP1 Platin · (27 Wo.)JP | Erstveröffentlichung: 27. Juli 2005 Verkäufe JP: + 402.000      |
| 2005 | Triangle Pop Up! SMAP                                                                        | JP1 Platin · (27 Wo.)JP | Erstveröffentlichung: 23. November 2005 Verkäufe JP: + 341.000  |
| 2006 | Dear Woman Pop Up! SMAP                                                                      | JP1 Platin · (33 Wo.)JP | Erstveröffentlichung: 19. April 2006 Verkäufe JP: + 419.000     |
| 2006 | Arigatō (ありがとう) –                                                                       | JP1 Platin · (46 Wo.)JP | Erstveröffentlichung: 11. Oktober 2006 Verkäufe JP: + 361.000   |
| 2007 | Dangan Fighter (弾丸ファイター) –                                                            | JP1 Platin · (12 Wo.)JP | Erstveröffentlichung: 19. Dezember 2007 Verkäufe JP: + 250.000  |
| 2008 | Sono Mama / White Message (そのまま / White Message) Super Modern Artistic Performance / –   | JP1 Platin · (10 Wo.)JP | Erstveröffentlichung: 5. März 2008 Verkäufe JP: + 250.000       |
| 2008 | Kono toki, kitto yume jya nai (この瞬間、きっと夢じゃない) Super Modern Artistic Performance | JP1 Gold · (14 Wo.)JP | Erstveröffentlichung: 13. August 2008 Verkäufe JP: + 136.000    |
| 2009 | Sotto kyutto / Superstar (そっと きゅっと ／ スーパースター★) We Are SMAP!                   | JP1 Gold · (14 Wo.)JP | Erstveröffentlichung: 26. August 2009 Verkäufe JP: + 139.000    |
| 2010 | This is love SMAP Aid                                                                        | JP1 Platin · (19 Wo.)JP | Erstveröffentlichung: 4. August 2010 Verkäufe JP: + 353.000     |
| 2011 | Not Alone (Shiawase ni Narō yo) (Not Alone〜幸せになろうよ〜) SMAP Aid                       | — | Erstveröffentlichung: 2011                                      |
| 2011 | Boku no Hanbun (僕の半分) –                                                                  | JP1 Gold · (14 Wo.)JP | Erstveröffentlichung: 21. Dezember 2011 Verkäufe JP: + 165.000  |
| 2012 | Sakasama no Sora (さかさまの空) Gift of SMAP                                                 | JP1 Gold · (23 Wo.)JP | Erstveröffentlichung: 25. April 2012 Verkäufe JP: + 183.000     |
| 2012 | Moment –                                                                                     | JP1 Gold · (13 Wo.)JP | Erstveröffentlichung: 1. August 2012 Verkäufe JP: + 187.000     |
| 2013 | Mistake! / Battery Mr. S / –                                                                 | JP1 Platin · (29 Wo.)JP | Erstveröffentlichung: 27. Februar 2013 Verkäufe JP: + 250.000   |
| 2013 | Joy!! Mr. S                                                                                  | JP1 Platin · (35 Wo.)JP | Erstveröffentlichung: 5. Juni 2013 Verkäufe JP: + 397.000       |
| 2013 | Share Otsu / Hello (シャレオツ / ハロー) –                                                   | JP1 Platin · (19 Wo.)JP | Erstveröffentlichung: 18. Dezember 2013 Verkäufe JP: + 251.000  |
| 2014 | Yes We Are / Koko Kara (Yes We Are / ココカラ) –                                             | JP1 Gold · (20 Wo.)JP | Erstveröffentlichung: 9. April 2014 Verkäufe JP: + 168.000      |
| 2014 | Top Of The World / Amazing Discovery –                                                       | JP1 Gold · (24 Wo.)JP | Erstveröffentlichung: 16. Juli 2014 Verkäufe JP: + 167.000      |
| 2015 | Karei naru Gyakushū / Humor Shichauyo (華麗なる逆襲 / ユーモアしちゃうよ) –                  | JP1 Gold · (17 Wo.)JP | Erstveröffentlichung: 18. Februar 2015 Verkäufe JP: + 184.000   |
| 2015 | Otherside / Ai ga Tomaru Madewa (Otherside / 愛が止まるまでは) –                             | JP1 Gold · (27 Wo.)JP | Erstveröffentlichung: 9. September 2015 Verkäufe JP: + 166.000  |

### Videoalben
| Jahr | Titel | Höchstplatzierung, Gesamtwochen, AuszeichnungChartsChartplatzierungen (Jahr, Titel, Platzierungen, Wochen, Auszeichnungen, Anmerkungen) | Anmerkungen                              |
| Jahr | Titel | JP | Anmerkungen                              |
| ---- | --- | --- | ---------------------------------------- |
| 1991 | Hop Smap Jump! | — | Erstveröffentlichung: 21. September 1991 |
| 1992 | 1992.1 SMAP 1st Live: Yattekimashita Oshogatsu!! Concert (1992.1 SMAP 1st LIVE 「やってきましたお正月!!」コンサート) | JP23 (20 Wo.)JP | Erstveröffentlichung: 14. März 1992      |
| 1992 | Original Story Kokoro no Kagami (オリジナル・ストーリー 心の鏡)                                                      | — | Erstveröffentlichung: 9. September 1992  |
| 1994 | Sexy Six Show | JP25 (28 Wo.)JP | Erstveröffentlichung: 11. November 1994  |
| 1995 | SMAP 007 Movies: Summer Minna Atsumare Party                                                                         | JP24 (27 Wo.)JP | Erstveröffentlichung: 16. Dezember 1995  |
| 1996 | SMAP Winter Concert 1995–1996                                                                                        | — | Erstveröffentlichung: 8. Juli 1996       |
| 1996 | SMAP 010 „Ten“ | JP21 (22 Wo.)JP | Erstveröffentlichung: 9. Dezember 1996   |
| 1997 | 1997 SMAP Live Su (1997 SMAP LIVE ス)                                                                                | JP14 (20 Wo.)JP | Erstveröffentlichung: 17. Dezember 1997  |
| 1998 | SMAP Live Amigos! | JP14 (26 Wo.)JP | Erstveröffentlichung: 24. Dezember 1998  |
| 2000 | Live Birdman | JP8 (34 Wo.)JP | Erstveröffentlichung: 1. Januar 2000     |
| 2001 | Live S map | JP3 (32 Wo.)JP | Erstveröffentlichung: 14. März 2001      |
| 2001 | SMAP Short Films | JP2 (6 Wo.)JP | Erstveröffentlichung: 8. August 2001     |
| 2001 | Live Pams (LIVE ウラスマ)                                                                                            | JP3 (31 Wo.)JP | Erstveröffentlichung: 21. Dezember 2001  |
| 2002 | Clip! Smap! | JP2 (20 Wo.)JP | Erstveröffentlichung: 21. September 2002 |
| 2003 | Smap! Tour! 2002! | JP1 Platin · (57 Wo.)JP | Erstveröffentlichung: 5. März 2003       |
| 2003 | Live MIJ | JP1 Platin · (56 Wo.)JP | Erstveröffentlichung: 24. Dezember 2003  |
| 2005 | SMAP to Itsu Chatta! SMAP Sample Tour 2005 (SMAPとイッちゃった!)                                                     | JP1 Platin · (32 Wo.)JP | Erstveröffentlichung: 14. Dezember 2005  |
| 2006 | Pop Up! SMAP Live! Omottayori Tonjaimashita! Tour (Pop Up! SMAP Live! 思ったより飛んじゃいました! ツアー)            | JP2 Platin · (25 Wo.)JP | Erstveröffentlichung: 6. Dezember 2006   |
| 2008 | SMAP 2008 Super Modern Artistic Performance Tour                                                                     | JP1 Platin · (18 Wo.)JP | Erstveröffentlichung: 17. Dezember 2008  |
| 2009 | Good luck with SMAP!! 2010 10 Hours Ultra Complete Edition (SMAPがんばりますっ!!2010 10時間超完全版)                 | JP2 (33 Wo.)JP | Erstveröffentlichung: 29. September 2009 |
| 2010 | We Are SMAP! 2010 Concert DVD                                                                                        | JP1 Gold · (26 Wo.)JP | Erstveröffentlichung: 8. Dezember 2010   |
| 2011 | SMAP Thanks for Beijing!!                                                                                            | JP1 Gold · (23 Wo.)JP | Erstveröffentlichung: 7. Dezember 2011   |
| 2012 | Gift of SMAP Concert 2012                                                                                            | JP1 Gold · (45 Wo.)JP | Erstveröffentlichung: 5. Dezember 2012   |
| 2014 | Mr. S „Saikou de Saikou no Concert Tour“                                                                             | JP1 Gold · (61 Wo.)JP | Erstveröffentlichung: 10. Dezember 2014  |
| 2016 | Clip! Smap! Complete Singles                                                                                         | JP1 ×2Doppelplatin · (33 Wo.)JP | Erstveröffentlichung: 28. Dezember 2016  |

### Auszeichnungen für Musikverkäufe
Anmerkung: Auszeichnungen in Ländern aus den Charttabellen bzw. Chartboxen sind in ebendiesen zu finden.
| Land/RegionAuszeichnungen für Musikverkäufe (Land/Region, Auszeichnungen, Verkäufe, Quellen) | Gold       | Platin       | Diamant     | Verkäufe   | Quellen    |
| -------------------------------------------------------------------------------------------- | ---------- | ------------ | ----------- | ---------- | ---------- |
| Japan (RIAJ)                                                                                 | 24× Gold24 | 69× Platin69 | 4× Diamant4 | 31.200.000 | riaj.or.jp |
| Insgesamt                                                                                    | 24× Gold24 | 69× Platin69 | 4× Diamant4 |            |            |